# Christian Gaillard
Pour les articles homonymes, voir Gaillard.
Christian Gaillard est un peintre français né à Avignon le 20 mars 1951 et décédé le 9 août 2018 dans le 12e arrondissement de Paris. Il a partagé sa vie entre Paris et Arles.
Son style figuratif est inspiré principalement par la peinture espagnole : Vélasquez, Zurbarán, Goya, Zuloaga et le baroque mexicain[évasif].
Il a été le premier peintre non espagnol à remporter le premier prix de la Real Maestranza de Caballería de Séville. Le tableau primé fait désormais partie des fonds de la Maestranza.
Interrogé sur son style classique il a dit : « Peu importe si une démarche s’inscrit ou pas dans la modernité, ce qui importe c’est qu’elle soit singulière. » Son travail de peintre s'est appuyé sur la photographie et la vidéo qu’il pratiquait également.

## Biographie
Sa famille a dû souvent déménager pour accompagner la carrière à la banque de son père Robert. Sa mère, Renée Tissot, venait d’une famille où le goût et les métiers de la broderie et la couture étaient très présents. Il a eu deux frères, Pierre et Jean. Il a eu un fils, Solal, avec Marion Desjardins.
Christian Gaillard a été marié avec Ana Cristina Sánchez (1980-1986) et avec Susana Elkin à partir de 2006.

### Formation
Diplômé de l’École nationale supérieure des arts décoratifs (ENSad), rue d'Ulm à Paris.
Après s’être essayé au dessin animé, il a été admis à la naissante section de dessin d’animation de l’École des Gobelins mais il a décliné l’offre pour se consacrer à l’illustration.
À la suite de ses études à l’École nationale supérieure des arts décoratifs il a eu une carrière d’illustrateur qui l’a amené à travailler avec des magazines dont il signe les couvertures : Le Point, Télérama, Le Figaro Magazine et Le Monde de la musique. Il a illustré aussi des publicités : chocolats Lindt, whisky Grant’s. Il a fait également l’illustration des couvertures pour des livres et des affiches de cinéma,.

### Carrière
Sa rencontre avec le torero Nimeño II, Christian Montcouquiol, le met sur le terrain de la tauromachie et marque le début de son travail sur ce thème qu’il continuera tout le long de sa vie. Ses toiles sont issues des rencontres amicales avec des toreros comme El Cordobés, José Ortega Cano, Juan Bautista, Sébastien Castella, Juan José Padilla et bien d’autres.
Ses toiles représentent souvent des toreros de dos, dans « l'attitude recueillie du belluaire ».  « Les toiles de Gaillard créent, à côté, en deçà, ailleurs, autrement, peu importe, du « réel en plus ». ».
En 2002 il a fait don à la Brigade des sapeurs-pompiers de Paris (BSPP)  de son tableau  Profile of courage, un hommage aux pompiers du 11 septembre 2001. Celui-ci a été donné au Fire department de la ville de New York (FDNY) lors du jumelage entre les deux institutions. La vente du tirage des affiches du tableau a été versée au profit des pompiers de la ville de New York.
Christian Gaillard a peint plus de 300 toiles de grand format. Ses tableaux font partie des collections privées en France, en Espagne, au Mexique, en Israël, aux États-Unis et à Hong Kong, et aussi des fonds des collections muséales.
Il a réalisé des affiches pour la Féria du Riz, à Arles, et pour la Féria d'Istres entre autres.

## Distinctions et prix
- Prix Mecanorma du meilleur illustrateur de l'année 1982.
- Deux nominations au Salon de la Marine, primé en 1984.
- Peintre officiel de l’Air et de l’Espace, 1989[17].
- Premier Prix de la Real Maestranza de Caballeria de Séville Gris, azul y oro , Espagne, 1991. Le tableau fait partie désormais de la collection de la Maestranza à Séville[18].
- Citoyen d’honneur de la ville de Golēga, Portugal. Décoration de la croix de Saint Martin, 2010.
- Juré du Prix CatalPa (Prix annuel des Catalogues d’expositions de Paris), 2012-2016.
- Juré du Prix « Livre & afición » Ruedo Newton et Paul Ricard, Paris, 2010-2016.

## Expositions et musées
Christian Gaillard a exposé dans plusieurs galeries à Paris : Caplain-Matignon, Espace Adamski, Epry-Cayla, Kamel Mennour, Ariel Sibony, Ariel Jakob.
Son œuvre a été exposée dans plusieurs villes du sud de la France : Hôtel Imperator et Chapelle des Jésuites à Nîmes. Église des frères prêcheurs : Ex-projection© avec Philippe Schiepan, Terre et Pierre, Hôtel de l'Amphithéâtre, La maison close à Arles. Galérie Dom-Art à Dax, Galerie Sophie Jullien à Béziers. Galerie Eloge de l'ombre à Uzès.
À l’international : à Madagascar, Centre Albert Camus ; à Hong Kong et Singapour : Connoisseur Art-Gallery; aux USA : Art-Miami, Ambassador Gallery à New York, Jonse-Terwilliger fine arts à Carmel, Green House Gallery à San Antonio ; au Portugal, Art-Catto.
Il illustre les tickets d’entrée pour la temporada de San Isidro en 2016, Plaza de toros Las Ventas, Madrid, Espagne.
Il réalise l'affiche de la Feira internacional do cavalo lusitano, Golēga, Portugal.
La Real Maestranza de Séville possède le tableau primé Azul gris y oro, huile sur toile, 130 × 97 cm, Espagne.
Le Musée des Cultures taurines Henriette et Claude Vialat a dans son fonds plusieurs de ses œuvres, Marie Sara en traje corto bleu, et Nimeño II, et des dessins consultables sur demande, Nîmes, France.
Le FDNY possède son œuvre Profile of courage, huile sur toile, 130 × 89 cm, New York, États-Unis.[réf. nécessaire]

## Publications
- Gaillard C., Maestros, Atlantica, Paris, 2002  (ISBN 2-84394-502-X).
- Gaillard C. De Luz, peintures, Tirage numéroté à 150 exemplaires sur papier Modigliani, Atlantica, Paris, 2005.
- Gaillard C. et Gaillard S., Os homens, os cavalos, des hommes, des chevaux , men and horses. Orgal Impressores, Porto, Portugal. 2011.
- Gaillard C., Le réel en plus..., Galerie Ariel Jakob, Paris, 2017   (ISBN 978-2490201-00-6).

## Filmographie
- 2007 : Gaillard, le portrait de Mehdi, La Passion selon Mehdi, Bernard George, Cinétévé, Arte France, NDR